# Anurognathus
Anurognathus är ett släkte av utdöda små flygödlor som levde under den sena juraperioden (Tithonian scenen). Anurognathus fick sin första beskrivning och sitt vetenskapliga namn av Ludwig Döderlein 1923.